# Какво е животът
„Какво е животът? Физическият аспект на живата клетка“ е научнопопулярна книга, написана от физика Ервин Шрьодингер през 1944 г.
Книгата е основана на публични лекции, проведени от Шрьодингер през февруари 1943 г. под егидата на Дъблинския институт (Dublin Institute for Advanced Studies), където той е директор на отдела по теоретична физика в Тринити колидж, Дъблин. Лекциите привличат аудитория от около 400 души.
В книгата Шрьодингер въвежда идеята на „апериодичния кристал“, който съдържа генетична информация в конфигурацията на ковалентни химически връзки. През 50-те години на XX век идеята стимулира ентусиазма за откриване на генетичната молекула. Въпреки че съществуването на някаква форма на наследствена информация е било хипотетично от 1869 г., ролята ѝ в репродукцията и спиралната ѝ форма все още не са били известни по време на лекцията на Шрьодингер. В ретроспекция, апериодичният кристал на Шрьодингер може да се разглежда като добре обосновано теоретично предсказание на това, което биолозите би трябвало да търсят по време на изследването на генетичния материал. Както Джеймс Уотсън, така и Франсис Крик, които съвместно предлагат структурата на двойната спирала на ДНК, базирана на рентгенови дифракционни експерименти на Розалинд Франклин, позовават книгата на Шрьодингер като представяне на ранно теоретично описание на начина на съхранение на генетичната информация и двамата поотделно признават книгата като източник на вдъхновение за техните първоначални изследвания.